# Franklintown
Franklintown és una població dels Estats Units a l'estat de Pennsilvània. Segons el cens del 2000 tenia 678 habitants.

## Demografia
Segons el cens del 2000, Franklintown tenia 532 habitants, 211 habitatges, i 147 famílies. La densitat de població era de 821,6 habitants per quilòmetre quadrat.
Dels 211 habitatges en un 38,4% hi vivien nens de menys de 18 anys, en un 54% hi vivien parelles casades, en un 11,8% dones solteres, i en un 30,3% no eren unitats familiars. En el 21,8% dels habitatges hi vivien persones soles el 3,3% de les quals corresponia a persones de 65 anys o més que vivien soles. El nombre mitjà de persones vivint en cada habitatge era de 2,52 i el nombre mitjà de persones que vivien en cada família era de 2,93.
Per edats la població es repartia de la següent manera: un 29,1% tenia menys de 18 anys, un 8,5% entre 18 i 24, un 44,4% entre 25 i 44, un 12,6% de 45 a 60 i un 5,5% 65 anys o més.
L'edat mediana era de 29 anys. Per cada 100 dones de 18 o més anys hi havia 89,4 homes.
La renda mediana per habitatge era de 43.409 $ i la renda mediana per família de 47.813 $. Els homes tenien una renda mediana de 33.571 $ mentre que les dones 22.315 $. La renda per capita de la població era de 18.882 $. Entorn del 6,7% de les famílies i el 9,6% de la població estaven per davall del llindar de pobresa.

## Poblacions més properes
El següent diagrama mostra les poblacions més properes.